# Die arme Braut
Die arme Braut (russisch Бедная невеста) ist eine Komödie in fünf Akten von Alexander Ostrowski. Sie erschien 1852 und wurde im Jahr darauf in Moskau uraufgeführt. Eine Übersetzung des Stücks ins Deutsche ist nicht bekannt.

## Inhalt

### Erster Akt
Anna Petrowna klagt über ihre missliche Lage: Ihr verstorbener Mann habe ihr und ihrer Tochter Marja (Mascha) Schulden sowie ein (nie näher beschriebenes) Gerichtsverfahren hinterlassen. Wenn bloß Mascha – die titelgebende „arme Braut“ – schnell zu verheiraten wäre! Die Mutter hat u. a. den ehemaligen Vertrauten ihres Ehemanns, den Anwalt Dobrotworski, darauf angesetzt, einen geeigneten Mann für Mascha zu finden. Auch die beiden Heiratsvermittlerinnen Karpowna und Pankratjewna haben angeblich einige Bewerber an der Angel (beide spielen aber im weiteren Verlauf des Stücks keine Rolle mehr).
Mascha selbst hat offenbar ein Auge auf den jungen Herzensbrecher Meritsch geworfen. Milaschin buhlt auch schon um Maschas Gunst und macht in Meritsch seinen Hauptkonkurrenten aus. Zu guter Letzt möchte auch die Chorkowa ihren Sohn mit Mascha verheiraten.

### Zweiter Akt
Der ehemalige Student Chorkow hat aus seinem Leben bisher nichts gemacht und ist zu unsicher, um seine Chancen bei Mascha zu testen. Diese wiederum gesteht ihm, dass sie in Meritsch verliebt ist. Chorkow und Milaschin stimmen darüber ein, dass Meritsch ein unmoralischer Angeber ist, und scheinen sich gegen ihn zu verbünden. Mascha unterdessen gesteht Meritsch ihre Liebe, und er ihr die seinige. Dobrotworski hat derweil Benewolenski empfangen, der nach einer Ehefrau sucht, die sich um den Haushalt kümmert. Benewolenski ist ein dumpfer Beamter ohne musische Veranlagung und dem Trinken nicht abgeneigt. Mascha ist abgestoßen, als er ihr als möglicher künftiger Ehemann vorgestellt wird.

### Dritter Akt
Als die Mutter aus dem Haus ist, erscheint zuerst Milaschin, der aber von Mascha fortschickt wird, weil diese Meritsch erwartet. Als Letzterer auftaucht, ist sie überglücklich. Die beiden kommen sich näher und tauschen Küsse aus.
Die Mutter kehrt zusammen mit Dobrotworski zurück nach Hause, das Gerichtsverfahren scheint verloren zu sein, das Haus muss wohl verpfändet werden. Letzte Rettung scheint Maschas Verheiratung mit Benewolenski zu sein, doch Mascha weigert sich. Sie einigen sich darauf, einige Zeit zu warten. Die Chorkowa ist derweil erbost darüber, dass ihr Sohn von Mascha zurückgewiesen wurde. Außerdem berichtet sie Anna Petrowna von den Gerüchten um den täglichen Besuch Meritschs bei ihrer Tochter. Durch Dobrotworskis Vermittlung glätten sich die Wogen etwas.

### Vierter Akt
Benewolenski schreibt, dass er sich des aussichtslos gewordenen Gerichtsfalles annehme, wenn das mit der Heirat klappe. Er drängt auf schnelle Antwort. Mascha schickt Darja zu Meritsch, da er sich seit Tagen nicht gemeldet hat. Inzwischen kreuzt Milaschin auf und warnt Mascha erneut vor Meritsch. Während er sich auf den Weg macht, um Beweise für diese Vorwürfe zu holen, taucht Meritsch selbst auf. Er laviert gegenüber Mascha herum und erklärt, dass er sie nicht heiraten könne, und verabschiedet sich. Milaschin bringt derweil einige Liebesbriefe von Meritschs Hand, aber Mascha benötigt diese Beweise gar nicht mehr. Milaschin möchte ihr beistehen, doch Mascha lässt ihn nicht an sich heran.
Als ihre Mutter erscheint, erklärt sich Mascha bereit dazu, Benewolenski zu heiraten, offenbar der einzige Weg, um der Mittellosigkeit zu begegnen. Zu guter Letzt taucht auch noch Chorkow auf, in alkoholisiertem Zustand, und entschuldigt sich für das Verhalten seiner Mutter. Das Geständnis seiner Liebe zu Mascha ist allerdings wirkungslos, ihre Heirat mit Benewolenski ist beschlossen. Aus Verzweiflung über ihre ausweglose Situation bricht sie in Tränen aus.

### Fünfter Akt
Die Hochzeit steht bevor. Einige neugierige Passanten schauen herein, werden aber von Darja verjagt. Meritsch taucht noch einmal auf, um sich endgültig zu verabschieden. Er ist über den abgeklärten Umgang Maschas mit ihrer schnell verblichenen Liebe beeindruckt, ist aber vor allem froh, dass seine zwischenzeitliche Eroberung ihres Herzens so glimpflich für ihn endet.
Vor den Feierlichkeiten teilt Benewolenski noch Dobrotworski mit, dass er ebenfalls einmal das Herz eines jungen Mädchens erobert und sie dann verlassen habe. Er wolle nur sichergehen, dass sie nicht aufkreuze, um die Feierlichkeiten zu stören. Genau diese ehemalige Geliebte, Dunja, taucht nun aber auf. Sie berichtet von ihrem Schmerz, als er sie damals verlassen hat, macht aber keine Szene. Die Hochzeit geht wie geplant über die Bühne, Maschas Mutter ist zufrieden. Mascha selbst ist immer noch traurig über ihre Lage, scheint sich aber damit abgefunden zu haben.
Der letzte Dialog gehört einigen Passantinnen:
| Одна из толпы. Эта, что ль, невеста-то? Старуха. Эта, матушка, эта. Женщина. Ишь ты, как плачет, бедная. Старуха. Да, матушка, бедная: за красоту берет. | Eine aus der Menge. Ist das da die Braut? Alte Frau. Das ist sie, Mütterchen, das ist sie. Eine Frau. Ach, wie sie weint, die Arme. Alte Frau. Ja, Mütterchen, arm ist sie: Er nimmt sie, weil sie hübsch ist. |

## Volltext
- die Komödie im russischen Original (lib.ru)